# Antonina Ókorokova
Antonina Ókorokova (Unión Soviética, 27 de marzo de 1941), también llamada Antonina Lázareva, es una atleta soviética retirada, especializada en la prueba de salto de altura en la que llegó a ser subcampeona olímpica en 1968.

## Carrera deportiva
En los JJ. OO. de México 1968 ganó la medalla de plata en el salto de altura, con un salto por encima de 1,80 metros, tras la checoslovaca Miloslava Rezková (oro con 1,82 m) y por delante de su compatriota soviética Valentina Kozyr (bronce también con 1,80 m pero en más intentos).